# Joaquim Felício
Joaquim Felício is een gemeente in de Braziliaanse deelstaat Minas Gerais. De gemeente telt 4.086 inwoners (schatting 2009).

## Aangrenzende gemeenten
De gemeente grenst aan Bocaiuva, Buenópolis, Engenheiro Navarro, Francisco Dumont en Lassance.